# Otto Strasser
Otto Johann Maximilian Strasser (též psáno Straßer, 10. září 1897, Windsheim – 27. srpna 1974, Mnichov) byl německý politik a člen NSDAP. Spolu s bratrem Gregorem a s Josephem Goebbelsem vedl levicové a revoluční křídlo strany, takže se dostával do sporů s Hitlerem, který ho roku 1930 ze strany vyloučil. Strasser pak založil ilegální organizaci Černá fronta, emigroval do Prahy, unikl četným atentátům Gestapa a roku 1939 zakotvil v Kanadě. Hitlerovu porážku nadšeně uvítal, ale marně se snažil obnovit svoji politickou činnost. Jeho myšlenky o národně revolučním socialismu (strasserismus) se objevují u krajně pravicových a neonacistických skupin nejen v Německu.

## Život

### Působení v NSDAP
Otto Strasser se narodil v Bavorsku. Účastnil se první světové války, kde byl zraněn a vyznamenán. Po návratu do Německa v roce 1919 sloužil v organizaci Freikorps, s níž potlačoval Bavorskou republiku rad. Roku 1920 vstoupil do sociálně demokratické strany. Nesouhlasil však se socialisticko-reformistickým postojem strany, zvláště s potlačením dělnického povstání v Porúří, a stranu brzy opustil. V roce 1925 se připojil k NSDAP, kde jeho bratr Gregor působil už několik let jako novinář, a s ním a s Josephem Goebbelsem vedl radikálně levicové křídlo v Berlíně. Jejich frakce obhajovala podporu pro stávky, znárodňování bank a průmyslu, a – navzdory uznávaným rozdílům – bližší vazby se Sovětským svazem. Zatímco Hitler byl ovlivněn Othmarem Spannem a jinými konzervativními mysliteli, Otto Strasser měl myšlenkově blíž k sociologům Maxi Weberovi a Werneru Sombartovi. Ideovým předchůdcem této frakce v NSDAP byl spoluzakladatel strany Gottfried Feder. Hitler jejich linii odmítal, protože by mohla odradit střední vrstvy a velké podnikatele. Strasserova frakce byla nakonec poražena roku 1926 na sněmu v Bamberku, kde se Joseph Goebbels spojil s Hitlerem. Strasser však přesto pokračoval ve vedení levého křídla NSDAP až do roku 1930, kdy byl Hitlerem vyloučen.

### Působení v Černé frontě a exil
Na tento popud založil Otto Strasser „Černou frontu“, organizaci zklamaných nacistů a komunistů, kteří se chtěli Hitlerovi pomstít. Strasserův antisemitismus byl zaměřen hlavně na bohaté Židy a židovské podnikatele a po jeho vyloučení z NSDAP nebyl na prvním místě jeho programu, takže v Černé frontě působil například Helmut Hirsch. Strasserova Černá fronta však nedokázala čelit Hitlerovu nástupu k moci v roce 1933.
V Noci dlouhých nožů (29./30. června 1934) byl zavražděn Ottův bratr Gregor. Otto přežil, protože emigroval do Prahy, kde ho policie ochránila před několika atentáty. V roce 1938 vydal knihu Masaryk: vůdce nové Evropy (Masaryk: ein Führer zum neuen Europa). V knize, kterou věnoval „českému národu v jeho nejtěžší hodině“, ocenil přínos díla T. G. Masaryka a oslavil ho jako představitele demokratické Evropy.
Po okupaci Sudet v roce 1938 Strasser usoudil, že se jeho život opět ocitl v ohrožení, a emigroval nejprve do Švýcarska, poté do Francie, a nakonec roku 1940 do Portugalska. Goebbels přitom Strassera odsoudil jako „veřejného nepřítele číslo jedna“ a slíbil 500 tisíc dolarů za Strasserovu hlavu. Několik najatých atentátníků se tehdy vydalo do Lisabonu, kde Strasser pobýval. Prohledali celý Lisabon, jenže Strasser se o atentátu dozvěděl a včas emigroval do Kanady. Nakonec se usadil v kanadské obci Paradise (Nové Skotsko), kde bydlel v patře nad místním obchodem.

### Návrat
Roku 1945 přivítal Strasser Hitlerův konec s nadšením, do Německa se však vrátit nemohl. Obával se, že dopadne stejně, jako deset nacistických předáků v Norimberském procesu s rozsudkem „trest smrti oběšením“. Strasser se začal živit jako novinář a vydával noviny New Politician, které byly do Německa odesílány letadlem.
Teprve v roce 1955 dostal Strasser od západoněmecké vlády povolení vrátit se do Německa, znovu získal německé občanství a usadil se v Mnichově. Poté se pokoušel vytvořit novou stranu, ale nedokázal získat jakoukoli podporu. Po zbytek života až do své smrti roku 1974 propagoval strasserismus, svoji verzi revolučního (i když ne marxistického) národního socialismu.

## Dílo
Otto Strasser publikoval také pod značkou D.G. a pod pseudonymem Michael Geismeier.
- Hitler and I (Hitler a já). Boston 1940 (německy Hitler und Ich. Konstanz 1948.)
- Aufbau des deutschen Sozialismus (Budování německého socialismu). Leipzig 1932.
- Die deutsche Bartholomäusnacht (Německá bartolomějská noc). Zürich 1935.
- Wohin treibt Hitler? (Kam nás vede Hitler?) Praha 1936.
- Kommt es zum Krieg? (Bude válka?) Grunov, Praha 1937.
- Europa von morgen. Das Ziel Masaryks ('Evropa zítřka. Masarykův cíl.). In: Weltwoche, Zürich 1939.
- Der Faschismus. Geschichte und Gefahr (F'ašismus. Dějiny a nebezpečí) München 1965.
- Mein Kampf. Eine politische Autobiographie (Můj boj. Politická autobiografie). Frankfurt am Main 1969.